# Kojak (groupe)
Pour l’article homonyme, voir Kojak (série télévisée, 1973).
Kojak est un groupe de musique électronique français, originaire de Paris. Figure phare de la Frenchtouch 1.0 mélangeant la house à des influences funk, soul et hip-hop, il se composait de Grégoire Galian (Greg), Jean-Marie Racon (Jayhem) et Cyril Vaschetto (DJ Vas). Il fut formé en 1997 et a disparu en 2009.

## Biographie
Le groupe parisien Kojak est le fruit de la rencontre à l'université de la Sorbonne entre Jean-Marie Racon et Cyril Vaschetto, puis avec Grégoire Galian. Le groupe sort un premier EP intitulé Soul Unit / Keep Me on Fire sur Nekko Records en 1997. Ils signent en 1998 sur Pro-Zak Trax, sortant cette année-là deux EP sur le label, Hold Me et Suspect Delay.
Le premier album studio de Kojak, Crime in the City, sort en avril 1999 et se vend à 125 000  exemplaires à travers le monde. Plus tard, la compilation de mixée Kojak Sound System sort en 2000. Le second et dernier album du groupe, Every Room on Every Floor, sort en 2003, et atteint la 118e place des charts Top Albums français

## Discographie

### Albums studio
- 1999 : Crime in the City, (Universal Barclay / Pro-Zak Trax)
- 2003 : Every Room on Every Floor

### EP
- 1997 : Soul Unit / Keep Me on Fire (Nekko Records)
- 1998 : Hold Me (Pro-Zak Trax)
- 1998 : Suspekt Delay (Pro-Zak Trax)
- 1999 : You Can't Stop It (Pro-Zak Trax)
- 1999 : Stupid Jack
- 1999 : 3 Tales from 'Crime in the City' (Pro-Zak Trax)
- 2002 : Art to Breathe (Pro-Zak Trax)
- 2003 : Kojak feat. Olive - Tell Me
- 2003 : You Can't Live Without Me (Pro-Zak Trax)

### Compilation
- 2000 : Kojak Sound System